# Eucera latipes
Eucera latipes är en biart som beskrevs av Jean-Paul Risch 1997. Eucera latipes ingår i släktet långhornsbin, och familjen långtungebin. Inga underarter finns listade i Catalogue of Life.